# Ołowica
Ołowica, saturnizm – zatrucie ołowiem powodujące osłabienie, bezsenność, brak łaknienia, zaburzenia widzenia i uszkodzenia wewnętrznych narządów ciała (wątroby oraz nerek). Dodatkowo poprzez wiązanie się z niektórymi enzymami mogą uszkadzać krwinki czerwone, a także komórki układu nerwowego. Substancją wiążącą ołów (Pb) w organizmie jest chelaton, dlatego też stosuje się go w leczeniu ołowicy.
W jednym z badań na modelu zwierzęcym wykazano skuteczność leczenia ołowicy witaminą C, DMSA, EDTA i dimerkaprolem, natomiast w przypadku EGTA, N-acetylocysteiny i innych związków nie wykazano korzystnego efektu.
Na ołowicę zmarł Ludwig van Beethoven (1770-1827). Udowodniono to na podstawie analizy jego włosów, w których wykryto dawkę ołowiu stukrotnie przewyższającą dopuszczalny poziom ołowiu w organizmie człowieka. Prawdopodobnie to ołowica była przyczyną głuchoty wielkiego kompozytora.
Możliwe, że na ołowicę cierpiał również malarz Francisco Goya (1746-1828). Swoje długie i wyczerpujące zmagania z chorobą artysta utrwalił w autoportretach, a jego stan ducha odczytać można w jego Czarnych obrazach z lat 1816-1823. 
W Polskiej Rzeczypospolitej Ludowej ołowica występowała na Górnym Śląsku, zwłaszcza wśród dzieci zamieszkujących okolice Huty Szopienice oraz Huty Miasteczko Śląskie, które to zakłady emitowały znaczne ilości nieoczyszczonych spalin z wytopu cynku. Badania w tej sprawie prowadziły m.in. Bożena Hager-Małecka oraz Jolanta Wadowska-Król, były one jednak z powodów politycznych blokowane.